# Volksbad Dennewitzstraße
Das Volksbad Dennewitzstraße war eine städtische Schwimmhalle im Berliner Ortsteil Schöneberg. Sie entstand nach Plänen des Stadtbaurats Ludwig Hoffmann bis zum Jahr 1903 und wurde nach Zerstörung im Zweiten Weltkrieg nicht wieder aufgebaut.

## Geschichte
Das Schwimmbad war eine der vom Berliner Magistrat beschlossenen Maßnahmen zur Verbesserung der Volksgesundheit, wonach alle Berliner Bezirke Volksbäder erhalten sollten. Die Wohnungen vom Ende des 19. Jahrhunderts hatten kaum Badewannen oder Duschen, weshalb diesem Bauprogramm ein hoher Stellenwert zugemessen wurde. Im einstigen Berliner Vorort Schöneberg erwarb die Stadt Berlin um 1890 Bauland an der Dennewitzstraße 24/24a und beauftragte ihre Hochbaudeputation mit der Ausarbeitung entsprechender Baupläne. Das erwies sich als schwierig, weil es nur eine relativ kleine spitzwinklige Fläche war, über die zur gleichen Zeit eine neue Strecke für die Hochbahn geplant wurde. Hoffmann vereinigte beide Bauten, indem er das Bahnviadukt in die Fassade des an der Straße entstehenden Gebäudes integrierte. Dieses wurde deshalb statisch verstärkt. Ein Durchgang durch das Wohnhaus führte zum Eingang der Schwimmhalle. Die Bauarbeiten wurden im Jahr 1901 nach einem Abnahmeprotokoll abgeschlossen und haben 738.000 RM gekostet. Der Einbau der notwendigen Technik dauerte noch etwas länger, sodass das Volksschwimmbad erst im Jahr 1903 eingeweiht werden konnte.
Während des Ersten Weltkriegs und noch bis zum Beginn der 1920er Jahre diente die Schwimmhalle zur Materiallagerung. Erst ab 1923 war die Renovierung abgeschlossen, und die Berliner konnten das Volksbad wieder nutzen.

## Kurzbeschreibung
Das Bauabnahmeprotokoll beschreibt einige bauliche Details der dritten städtischen Schwimmhalle wie folgt: „Die beiden von der Schwimmhalle zur Gallerie führenden Treppen sind abweichend vom Projekt nicht aus Schmiedeeisen, sondern aus Kunstsandstein mit Holzbelag ausgeführt.“ Es finden sich auch Angaben über eine Zuschauertribüne, über die Verkleidung von Zellenwänden mit weiß glasierten Kacheln, über die (modernere) elektrische Beleuchtung und über hohe breite Glasfenster im Eingangsbereich. Das Becken im Erdgeschoss hatte zusammen mit den Räumen für den Schwimmmeister eine Größe von 200 m². Im Obergeschoss waren etwa 100 Badewannen und Duschen eingebaut.
Die Schwimmhalle war mit einer tonnengewölbten Decke abgeschlossen und das Becken mit meergrünen Kacheln ausgekleidet. Zur Kennzeichnung der Halle erhielt die Fassade des straßenseitigen Gebäudes bauplastischen Schmuck, der auf die Funktion verwies: Meerjungfrauen als Stützen unter den Balkonen und Fische in einer Kartusche über dem Fenster in der Mitte des Hauses. Im Ziergiebel zeigte ein Berliner Wappen den Bauherrn an.
Jugendstilornamente schmückten die Wände zwischen den unteren Umkleidekabinen, die paarweise in Rundnischen eingebaut waren, und der oberen Galerie.